# San Marcos de la Sierra
San Marcos de la Sierra è un comune dell'Honduras facente parte del dipartimento di Intibucá.
Il comune è stato istituito nel 1901 con parte del territorio del comune di Yamaranguila.